# 의천도룡기 (영화)
《의천도룡기》(중국어: 倚天屠龍記之魔敎敎主)는 1993년에 개봉한 홍콩 영화이다.

## 출연
- 이연걸 - 장무기
- 장민 - 은소소 / 조민
- 구숙정 - 소조
- 홍금보 - 장삼풍
- 양가인 - 녹장군
- 오요한 - 청익복왕 위일소
- 진백강
- 오진우 - 장취산
- 려자 - 주지약
- 예성 - 송청서
- 차오룽 - 소림 승려
- 유가령
- 전계문 - 화산파 장문인 선우통
- 정이건 - cameo
- 정동 - cameo
- 진패 - cameo
- 임정영 - cameo

## 한국어 더빙 성우진

### KBS (1996년 6월 1일)
- 김승준 - 장무기 (이연걸)
- 송도영 - 은소소 / 조민 (장민)
- 최덕희 - 소조 (구숙정)
- 이강식 - 백미응왕 (소만림) / 해설
- 임수아 - 멸절사태 (순문콴)
- 주호성 - 화공두타
- 유만준 - 송원교
- 한상덕 - 녹장군 (양가인)
- 성병숙 - 주지약 (려자)
- 이종구 - 장삼봉 (홍금보)
- 장광 - 장취산 (오진우)
- 유동현 - 박쥐왕 (오요한)
- 박상훈 - 주원장
- 이재용 - 송청서 (예성)
- 김수중 - 성곤

### MBC (2005년 4월 16일)
- 안지환 - 장무기 (이연걸)
- 정미숙 - 소소 (구숙정)
- 박영희 - 조민 / 은소소 (장민)
- 김태훈 - 장삼풍 (홍금보)
- 이종혁 - 청익복왕 (오요한)
- 김기현 - 화공두타
- 신성호 - 백미응왕 (소만림)
- 이미자 - 멸절사태 (순문콴)
- 김강산 - 송원교
- 손원일 - 송청서 (예성)
- 이도련 - 공문대사
- 황윤걸 - 녹장객(양가인)
- 이철용 - 해설 / 성곤
- 김호성 - 화산이로
- 한수림 - 소년 장무기
- 최한 - 장취산 (오진우)
- 조현정 - 주지약
- 방성준 - 주원장
- 이원찬 - 학필옹
- 류승곤 - 가짜 소림승
- 양준건 - 오행기주